# توآوک
توآوک (به انگلیسی: Towaoc) یک منطقهٔ مسکونی در ایالات متحده آمریکا است که در شهرستان مانتزوما، کلرادو واقع شده‌است. توآوک ۹ کیلومتر مربع مساحت و ۱٬۰۸۷ نفر جمعیت دارد و ۱٬۸۰۲ متر بالاتر از سطح دریا واقع شده‌است.